# Olympische Winterspiele 1972/Teilnehmer (Sowjetunion)
| Gelbes Symbol für Goldmedaillen mit stilisierten Olympischen Ringen | Graues Symbol für Silbermedaillen mit stilisierten Olympischen Ringen | Braundes Symbol für Bronzemedaillen mit stilisierten Olympischen Ringen |
| ------------------------------------------------------------------- | --------------------------------------------------------------------- | ----------------------------------------------------------------------- |
| 8                                                                   | 5                                                                     | 3                                                                       |

Die Sowjetunion nahm an den Olympischen Winterspielen 1972 im japanischen Sapporo mit einer Delegation von 76 Athleten, 55 Männer und 21 Frauen, teil.
Seit 1956 war es die fünfte Teilnahme der Sowjetunion an Olympischen Winterspielen.

## Flaggenträger
Der Skilangläufer Wjatscheslaw Wedenin trug die Flagge der Sowjetunion während der Eröffnungsfeier im Makomanai-Stadion.

## Medaillen
Mit acht gewonnenen Gold-, fünf Silber- und drei Bronzemedaillen belegte das sowjetische Team Platz 1 im Medaillenspiegel.

### Gold
- Alexander Tichonow, Rinnat Safin, Iwan Bjakow und Wiktor Mamatow: Biathlon, Männer, 4 × 7,5-km-Staffel
- Wjatscheslaw Wedenin: Ski Nordisch, Männer, Langlauf, 30 km
- Wladimir Woronkow, Juri Skobow, Fjodor Simaschow und Wjatscheslaw Wedenin: Ski Nordisch, Männer, 4 × 10-km-Staffel
- Galina Kulakowa: Ski Nordisch, Frauen, Langlauf, 5 km
- Galina Kulakowa: Ski Nordisch, Frauen, Langlauf, 10 km
- Ljubow Muchatschowa, Alewtina Oljunina und Galina Kulakowa: Ski Nordisch, Frauen, 3 × 5-km-Staffel
- Irina Rodnina und Alexei Ulanow: Eiskunstlaufen, Paarlauf
- Wladislaw Tretjak, Wladimir Wassiljew, Waleri Charlamow, Alexander Paschkow, Igor Romischewski, Juri Blinow, Witali Dawydow, Jewgeni Mischakow, Boris Michailow, Wiktor Kuskin, Alexander Malzew, Wladimir Petrow, Alexander Ragulin, Alexander Jakuschew, Wladimir Schadrin, Gennadi Zygankow, Wladimir Wikulow, Jewgeni Simin, Wladimir Luttschenko und Anatoli Firsow: Eishockey, Männer

### Silber
- Fjodor Simaschow: Ski Nordisch, Männer, Langlauf, 15 km
- Alewtina Oljunina: Ski Nordisch, Frauen, Langlauf, 10 km
- Sergei Tschetweruchin: Eiskunstlaufen
- Ljudmila Smirnowa und Andrei Suraikin: Eiskunstlaufen, Paarlauf
- Wera Krasnowa: Eisschnelllauf, Frauen, 500 m

### Bronze
- Wjatscheslaw Wedenin: Ski Nordisch, Männer, Langlauf, 50 km
- Waleri Muratow: Eisschnelllauf, Männer, 500 m
- Ljudmila Titowa: Eisschnelllauf, Frauen, 500 m

## Teilnehmer nach Sportarten

### Ski Alpin
| Damen: - Swetlana Issakowa Abfahrt: 39. Platz – 1:44,83 min Riesenslalom: 31. Platz – 1:40,20 min Slalom: DNF - Nina Merkulowa Abfahrt: 37. Platz – 1:44,48 min Riesenslalom: 33. Platz – 1:41,18 min Slalom: DSQ - Galina Schichowa Abfahrt: 34. Platz – 1:43,88 min Riesenslalom: 34. Olatz – 1:43,74 min Slalom: 19. Platz – 1:45,81 min | Herren: - Sergei Grischtschenko Abfahrt: 46. Platz – 2:03,19 min Riesenslalom: DNF Slalom: 22. Platz – 2:02,67 min |

### Biathlon
Herren:
- Iwan Bjakow
Einzel (20 km): 12. Platz – 1:20:42,78 h; 3 Fehler
Staffel (4 × 7,5 km):  – 1:51:44,92 h; 3 Fehler
- Wiktor Mamatow
Einzel (20 km): 7. Platz – 1:18:16,26 h; 2 Fehler
Staffel (4 × 7,5 km):  – 1:51:44,92 h; 3 Fehler
- Rinnat Safin
Einzel (20 km): 19. Platz – 1:22:22,59 h; 7 Fehler
Staffel (4 × 7,5 km):  – 1:51:44,92 h; 3 Fehler
- Alexander Tichonow
Einzel (20 km): 4. Platz – 1:16:48,65 h; 4 Fehler
Staffel (4 × 7,5 km):  – 1:51:44,92 h; 3 Fehler

### Eishockey
Herren: 
| - Juri Blinow - Witali Dawydow - Anatoli Firsow - Waleri Charlamow - Wiktor Kuskin - Wladimir Luttschenko - Alexander Malzew - Boris Michailow - Jewgeni Mischakow - Alexander Paschkow | - Wladimir Petrow - Alexander Ragulin - Igor Romischewski - Wladimir Schadrin - Wladislaw Tretjak - Gennadi Zygankow - Waleri Wassiljew - Wladimir Wikulow - Alexander Jakuschew - Jewgeni Simin |

### Eiskunstlauf
| Damen: - Marina Sanaja 18. Platz | Herren: - Sergei Tschetweruchin - Wladimir Kowaljow 8. Platz - Juri Owtschinnikow 12. Platz | Paare: - Irina Rodnina/Alexei Ulanow (URS I) Paarlauf: - Ljudmila Smirnowa/Andrei Suraikin (URS II) Paarlauf: - Irina Tschernjajewa/Wassili Blagow (URS III) Paarlauf: 6. Platz |

### Eisschnelllauf
| Damen: - Wera Krasnowa 500 m: – 44,01 s - Ljudmila Titowa 500 m: – 44,45 s 1000 m: 4. Platz – 1:31,85 min - Alla Butowa 500 m: 8. Platz – 45,17 s - Ljudmila Sawrulina 1000 m: 10. Platz – 1:33,41 min 1500 m: 14. Platz – 2:25,85 min 3000 m: 8. Platz – 5:06,61 min - Kapitolina Serjogina 1500 m: 9. Platz – 2:24,29 min 3000 m: 6. Platz – 5:01,88 min - Nina Statkewitsch 1000 m: 5. Platz – 1:32,21 min 1500 m: 6. Platz – 2:23,19 min 3000 m: 5. Platz – 5:01,79 min | Herren: - Waleri Muratow 500 m: – 39,80 s 1500 m: 21. Platz – 2:11,83 min - Wladimir Komarow 500 m: 14. Platz – 40,65 s - Waleri Lawruschkin 1500 m: 6. Platz – 2:07,16 min 5000 m: 7. Platz – 7:39,26 min 10.000 m: 5. Platz – 15:20,08 min |

### Rodeln
| Damen: - Nina Ignatjewa 17. Platz – 3:06,45 min - Natalija Omschewa 20. Platz – 3:08,27 min - Nina Schaschkowa 12. Platz – 3:04,38 min | Herren: - Wiktor Iljin 37. Platz – 3:42,08 min - Sergei Ossipow 33. Platz – 3:38,99 min - Juri Swetikow 41. Platz – 3:43,69 min - Juri Jegorow 29. Platz – 3:38,00 min | Doppelsitzer: - Sergei Ossipow/Juri Swetikow (URS I) 12. Platz – 1:31,12 min - Wiktor Iljin/Juri Jegorow (URS II) 13. Platz – 1:31,19 min |

### Ski Nordisch

#### Langlauf
| Damen: - Galina Kulakowa 5 km: – 17:00,50 min 10 km: – 34:17,82 min 3 × 5 km Staffel: – 48:16,15 min - Alewtina Oljunina-Smirnowa 5 km: 4. Platz – 17:07,40 min 10 km: – 34:54,11 min 3 × 5 km Staffel: – 48:16,15 min - Ljubow Muchatschewa 5 km: 6. Platz – 17:12,08 min 10 km: 4. Platz – 34:58,56 min 3 × 5 km Staffel: – 48:16,15 min - Nina Fjodorowa-Baldytschewa 5 km: 10. Platz – 17:25,62 min - Nina Schebalina 10 km: 10. Platz – 35:54,59 min | Herren: - Wjatscheslaw Wedenin 30 km: – 1:36:31,15 h 50 km: – 2:44:00,19 h 4 × 10 km Staffel: – 2:04:47,94 h - Iwan Garanin 50 km: 17. Platz – 2:50:00,78 h - Iwan Pronin 50 km: 15. Platz – 2:49:45,59 h - Waleri Tarakanow 15 km: 16. Platz – 46:48,32 min - Wladimir Dolganow 30 km: 16. Platz – 1:40:48,85 h - Fjodor Simaschow 15 km: – 46:00,84 min 30 km: 6. Platz – 1:38:22,50 h 50 km: 8. Platz – 2:45:08,93 h 4 × 10 km Staffel: – 2:04:47,94 h - Juri Skobow 15 km: 5. Platz – 46:04,59 min 30 km: 15. Platz – 1:40:18,70 h 4 × 10 km Staffel: – 2:04:47,94 h - Wladimir Woronkow 15 km: 12. Platz – 46:33,43 min 4 × 10 km Staffel: – 2:04:47,94 h |

#### Skispringen
- Juri Kalinin
Normalschanze: 20. Platz – 211,6 Punkte
- Gari Napalkow
Normalschanze: 7. Platz – 220,2 Punkte
Großschanze: 6. Platz – 210,1 Punkte
- Koba Zakadse
Normalschanze: 9. Platz – 219,9 Punkte
Großschanze: 35. Platz – 165,2 Punkte
- Sergei Janin
Großschanze: 21. Platz – 181,4 Punkte
- Anatoli Scheglanow
Normalschanze: 21. Platz – 210,0 Punkte
Großschanze: 32. Platz – 170,7 Punkte

#### Nordische Kombination
- Michail Artjuchow
Einzel (Normalschanze/15 km): 11. Platz
- Wjatscheslaw Drjagin
Einzel (Normalschanze/15 km): 29. Platz
- Alexander Nossow
Einzel (Normalschanze/15 km): 7. Platz
- Anatoli Saizew
Einzel (Normalschanze/15 km): 22. Platz